# Peña Labra
Peña Labra är en bergstopp i Spanien.   Den ligger i provinsen Provincia de Palencia och regionen Kastilien och Leon, i den norra delen av landet, 300 km norr om huvudstaden Madrid. Toppen på Peña Labra är 1 953 meter över havet.
Terrängen runt Peña Labra är huvudsakligen kuperad, men västerut är den bergig.Runt Peña Labra är det mycket glesbefolkat, med 4 invånare per kvadratkilometer. Närmaste större samhälle är Barruelo de Santullán, 19,4 km sydost om Peña Labra. I omgivningarna runt Peña Labra växer i huvudsak blandskog.